# Бізнес-ідея
Бізнес-ідея — ідея, яку можна використати для побудови нової компанії або нового напряму діяльності в компанії, яка вже працює. Як правило, бізнес-ідея спрямована на створення товарів або послуг, які можна продати за гроші завдяки сформульованій у бізнес-ідеї новій бізнес-моделі.

## Визначення
Бізнес-ідея — це концепція бізнесу, пов'язана з розумінням цінності, пропонованої споживачеві. Вона може бути як власною (новою, оригінальною, народженою вперше), так і запозиченою ззовні («вороже» поглинання через придбання компаній, створення спільних підприємств тощо).

## Методи
Існують кілька методів для вироблення і тестування бізнес-ідеї. Здатність трансформації бізнес-ідеї в життєздатний бізнес, повинна бути підкріплена здійсненним бізнес-планом, який можна продати за певну суму зацікавленим інвесторам або компаніям власне до здійснення ідеї. Також бізнес-ідею можна продати методом укладення контракту на реалізацію бізнес-ідеї з менеджером, або скориставшись іншими способами компенсації.
Бізнес-ідея, подана в потрібний час, коли очікується наростання попиту на згадані в бізнес-ідеї товари або послуги, може привести до створення високоприбуткового бізнесу. В умовах зростання в багатьох галузях конкуренції, почали з'являтися бізнес-ідеї, спрямовані на створення товарів або послуг, на які нині немає попиту взагалі. Такі інноваційні бізнес-ідеї спрямовані на формування попиту методом пропозиції ринку абсолютно нових товарів або послуг.
Бізнес-ідей і джерел їх виникнення безліч, проте якість і своєчасність їх реалізації визначають невдачу або успіх.

## Методики для генерування бізнес-ідей
Як правило, успішні бізнес-ідеї генерують або експерти в галузі бізнес-ідеї, або новачки, які прийшли з інших галузей і не обтяжені штампами й традиціями галузі бізнес-ідеї.
Для генерування бізнес-ідей може бути корисним проведення структурного аналізу наявних галузей, ринків, бізнес-моделей, бізнес-процесів. Як правило, пишуться аналітичні записки, проводяться SWOT-аналіз, варіанти PEST-аналізу, аналіз п'яти сил Портера.
Часто використовується методика мозкового штурму.

## Інновації
Інновації в контексті бізнесу передбачають створення нових ідей, розробку нових продуктів за допомогою спеціальних досліджень і розробок, або ж поліпшення наявних послуг і товарів. Інновації часто поміщають у центр уваги бізнесу, вони можуть стимулювати його розвиток і вихід у лідери ринку. Підприємства, орієнтовані на інновації, зазвичай ефективніші, рентабельніші і продуктивніші. Успішні інновації мають бути вбудованими в бізнес-стратегію, засновану на культурі інновацій та заохочення творчих методів вирішення поставлених завдань.

### Приклади інновацій
1997 року Apple була компанією з капіталом 2 млрд доларів, а 2015 року вже оцінювалася в 700 млрд. Це сталося не в останню чергу завдяки інноваційним технічним рішенням, які знайшли своє втілення в MacBook, iPod, iPad і iPhone.
Tesla створила електромобіль з особливим зовнішнім виглядом і ефективним двигуном, що допомогло компанії досягти ринкової капіталізації 33 млрд доларів.
Uber, заснований 2009 року, за 6 років перетворився на компанію, оцінювану в 50 млрд доларів. Його проста, але незвична ідея ― замовлення таксі за допомогою застосунку на смартфоні ― виявилася надзвичайно популярною.